# Whitehouse (Milton Keynes)
Pour les articles homonymes, voir Whitehouse (homonymie).
Whitehouse est une paroisse civile du Buckinghamshire, en Angleterre.